# Karl Keller
Karl Keller (Bázel, 1923. április 1. –) svájci nemzetközi labdarúgó-játékvezető. Polgári foglalkozása laboratóriumi technikus.	

## Pályafutása
Játékvezetésből 1948-ban Bázelben vizsgázott. A SFV Játékvezető Bizottságának (JB) minősítésével az 1955/1956 évadtól a Super League játékvezetője. Küldési gyakorlat szerint rendszeres partbírói szolgálatot is végzett. A nemzeti játékvezetéstől 1974-ben visszavonult. Vezetett kupadöntők száma: 1.
| Időpont             | Helyszín               | Mérkőzés típusa            | Mérkőzés            | Eredmény | Nézők száma |
| ------------------- | ---------------------- | -------------------------- | ------------------- | -------- | ----------- |
| 2015. szeptember 8. | Wankdorf stadion, Bern | Svájci labdarúgókupa döntő | FC Sion–Servette FC | 2 – 1    | 33 000      |

A Svájci labdarúgó-szövetség JB terjesztette fel nemzetközi játékvezetőnek, a Nemzetközi Labdarúgó-szövetség (FIFA) 1961-től tartotta nyilván bírói keretében. A FIFA JB központi nyelvei közül a németet beszéli. Több nemzetek közötti válogatott, valamint Vásárvárosok kupája, Kupagyőztesek Európa-kupája, UEFA-kupa klubmérkőzést vezetett, vagy működő társának partbíróként segített. A  nemzetközi játékvezetéstől 1965-ben búcsúzott. Európában a legtöbb válogatott mérkőzést vezetők rangsorában többed magával, 5 (1964. március 8.– 1974. március 24.) találkozóval tartják nyilván.
Az UEFA JB küldésére vezette a Vásárvárosok kupája találkozót.
| Időpont           | Helyszín             | Mérkőzés típusa       | Mérkőzés                  | Eredmény | Nézők száma |
| ----------------- | -------------------- | --------------------- | ------------------------- | -------- | ----------- |
| 1964. október 28. | Práter Stadion, Bécs | előselejtező (2. kör) | Wiener SC–Ferencvárosi TC | 1 – 0    | 12 000      |